# Angela Steinbach
Angela Steinbach   (Clèveris, 31 de març de 1955), de casada Könneker, és una nedadora alemanya, ja retirada, especialista en estil lliure, que va competir durant lea dècada de 1970. És germana del també nedador Klaus Steinbach.
El 1972 va prendre part en els Jocs Olímpics d'Estiu de Múnic, on va disputar tres proves del programa de natació. Formant equip amb Gudrun Beckmann, Heidemarie Reineck i Jutta Weber guanyà la medalla de bronze en els 4x100 metres lliures, mentre en els 100 i 200 metres lliures quedà eliminada en sèries.
En el seu palmarès també destaca una medalla de bronze en els 4x100 metres lliures al Campionat del món de natació de 1973 i el campionat nacional dels 100 metres lliures de 1974.